# 데이르알발라

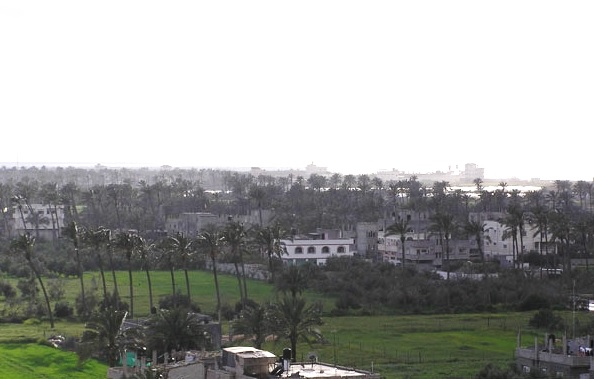

데이르알발라(Deir al-Balah, 아랍어: دير البلح,  의미: '대추야자 수도원')는 가자 지구 중앙에 있는 팔레스타인 도시이자 팔레스타인국 데이르알발라주의 행정 주도이다. 가자시에서 남쪽으로 14km(8.7마일) 이상 떨어진 곳에 위치해 있다. 2017년 기준 이 도시의 인구는 75,132명이다. 이 도시는 대추야자나무로 유명하며 그 이름을 따서 명명되었다.
데이르알발라는 이집트 신왕국의 요새 전초기지 역할을 했던 후기 청동기 시대로 거슬러 올라간다. AD 4세기 중반에 기독교 수도사 힐라리온(Hilarion)이 그곳에 수도원을 세웠으며 현재 현지에서는 알키드르(al-Khidr)로 알려진 성 게오르기우스(Saint George)에게 헌정된 모스크가 있는 것으로 추정된다. 십자군-아이유브 술탄국 전쟁 기간 동안 데이르알발라는 "다룸(Darum)"으로 알려진 전략적인 해안 요새가 있던 곳이었다. 이 요새는 1196년 최종 철거될 때까지 양측이 계속 경쟁하고 해체하고 맘루크 술탄국(13~15세기)의 우편로에 있는 큰 마을로 재건했다. 19세기 말까지 오스만 제국 시대에 예루살렘 그리스 정교회의 주교좌로 사용되었다.
1948년 아랍-이스라엘 전쟁으로 인해 난민이 유입되면서 인구가 3배로 늘어난 이집트 통제 하의 데이르알발라는 6일 전쟁에서 이스라엘이 점령할 때까지 번영하는 농업 도시였다. 27년간의 이스라엘 점령 이후 데이르알발라는 1994년 팔레스타인의 자치권을 얻은 최초의 도시가 되었다. 2000년 제2차 인티파다가 발발한 이후 데이르알발라는 카쌈 로켓의 이스라엘을 향한 발사 중단을 목표로 이스라엘 군대의 빈번한 침입을 목격했다. 하마스 회원인 아마드 쿠르드(Ahmad Kurd)가 2005년 1월 말 시장으로 선출되었다.